# Svarttjärnen (Hammerdals socken, Jämtland, 704047-147341)
Svarttjärnen är en sjö i Strömsunds kommun i Jämtland och ingår i Indalsälvens huvudavrinningsområde.